# Ligia exotica
Ligia (Megaligia) exotica
Espèce
Ligia exotica (Ligia (Megaligia) exotica) est une espèce de cloportes de la famille des Ligiidae. On la trouve dans diverses régions du monde, vivant sur les côtes rocheuses et les digues des ports, juste au-dessus de la laisse de haute mer.

## Description
Ligia exotica peut atteindre 30 mm de long, les mâles étant légèrement plus grands que les femelles. Sa couleur générale est gris foncé, parfois tacheté de brun, et ses appendices sont brun pâle. La tête est dotée d'une paire de longues antennes dépassant la longueur du corps, ainsi que de deux yeux globuleux et non pédonculés. Le corps, aplati dorsalement, comporte sept segments thoraciques, chacun doté d'une paire de pattes, et six segments abdominaux. Les cinq premiers sont dotés de branchies plates et membraneuses, et le sixième d'une paire de longs uropodes fourchus.

## Répartition et habitat
On pense que Ligia exotica est originaire des côtes d'Europe occidentale et de la mer Méditerranée. D'autres auteurs suggèrent qu'elle serait originaire des océans Pacifique et Indien.
Le fait que Roux lui ait donné le nom spécifique « exotica » lorsqu'il a décrit l'espèce pour la première fois en 1828, près de Marseille, pourrait indiquer qu'elle n'était pas connue auparavant dans cette région. De fait il suppose qu'elle a été apportée par un navire en provenance de Cayenne.
Elle s'est propagée dans de nombreuses autres régions tempérées et subtropicales du monde, notamment la mer Rouge, la côte est des États-Unis et Hawaï. On pense que cette propagation s'est produite involontairement par le transport maritime, soit dans les ballasts, soit entre les planches des navires en bois.
Son habitat naturel est constitué de rochers et de falaises dans la zone d'éclaboussures, juste au-dessus de la laisse de haute mer, où elle vit dans les crevasses humides. On la trouve également, parfois en grand nombre, sur les jetées et les digues des ports.

## Biologie
Ligia exotica est à la fois brouteur de microalgues et de diatomées et charognard de débris végétaux et de détritus.
Dans l'Est des États-Unis, où elle est considérée comme envahissante, elle semble être l'invertébré dominant de son habitat. Son impact sur les organismes concurrents et sa contribution au régime alimentaire des prédateurs n'ont pas été correctement évalués, mais la base de données NEMESIS[précision nécessaire] suggère que cela ne devrait pas avoir une grande importance.
Les individus de Ligia exotica sont soit mâles, soit femelles. La fécondation est interne et les œufs sont pondus par groupes d'environ quatre-vingts dans des fissures et des crevasses humides. Les femelles transportent souvent leurs œufs avec elles grâce à des appendices spécialement adaptés. Les larves se développent en juvéniles qui subissent plusieurs mues avant de devenir adultes.
Ligia exotica possède un système passif de transport de l'eau par des capillaires ouverts dans ses pattes.

## Systématique
Le nom valide complet (avec auteur) de ce taxon est Ligia exotica Roux, 1828,.
Le WoRMS classe cette espèce dans le sous-genre Ligia (Megaligia) sous le taxon Ligia (Megaligia) exotica.
Ligia exotica a pour synonymes :
- Ligia gaudichaudii H.Milne Edwards, 1840
- Ligia grandis Perty, 1834
- Ligia olfersii Brandt, 1833
- Megaligia exotica (Roux, 1816)

### Étymologie
Son épithète spécifique, du latin exotica dérivé du grec ancien ἐξωτικός (exôtikós), « étranger », fait référence à son origine supposée ne pas être la Provence où cette espèce a été découverte.

### Publication originale
- Polydore Roux, Crustacés de la Méditerranée et de son littoral, Paris, Levrault, 1828, 288 p. (OCLC 18523871, DOI 10.5962/BHL.TITLE.8729, lire en ligne).